# Alice Schlesinger
Alice Schlesinger –en hebreo, אליס שלזינגר– (Herzliya, 26 de mayo de 1988) es una deportista israelí que compite en judo (desde el año 2015 lo hace bajo la bandera del Reino Unido).
Ha ganado una medalla de bronce en el Campeonato Mundial de Judo de 2009 y cinco medallas de bronce en el Campeonato Europeo de Judo entre los años 2008 y 2019. En los Juegos Europeos de Minsk 2019 obtuvo una medalla de plata en la categoría de –63 kg.

## Palmarés internacional
| Representando a Israel       |                         |                   |           |
| Campeonato Mundial           |                         |                   |           |
| Año                          | Lugar                   | Medalla           | Categoría |
| 2009                         | Róterdam (Países Bajos) | Medalla de bronce | –63 kg    |
| Campeonato Europeo           |                         |                   |           |
| Año                          | Lugar                   | Medalla           | Categoría |
| 2008                         | Lisboa (Portugal)       | Medalla de bronce | –63 kg    |
| 2009                         | Tiflis (Georgia)        | Medalla de bronce | –63 kg    |
| 2012                         | Cheliábinsk (Rusia)     | Medalla de bronce | –63 kg    |
| Representando al Reino Unido |                         |                   |           |
| Juegos Europeos              |                         |                   |           |
| Año                          | Lugar                   | Medalla           | Categoría |
| 2019                         | Minsk (Bielorrusia)     | Medalla de plata  | –63 kg    |
| Campeonato Europeo           |                         |                   |           |
| Año                          | Lugar                   | Medalla           | Categoría |
| 2017                         | Varsovia (Polonia)      | Medalla de bronce | –63 kg    |
| 2019                         | Minsk (Bielorrusia)     | Medalla de plata  | –63 kg    |